# Сідні Річард Персі

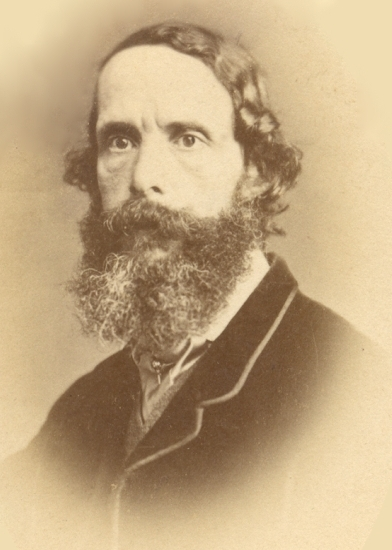
Сідні Річард Персі

Сідні Річард Персі (22 березня 1822  — 13 квітня 1886) — англійський художник-пейзажист вікторіанської епохи, член сім'ї художників Вільямса.

## Біографія

### Життя та кар'єра
Сідні Річард Персі народився 22 березня 1822 року в Лондоні.  Він був п'ятим сином живописця Едварда Вільямса (1781–1855) та Енн Хільдебрандт (близько 1780-1851). Його батько був відомим художником-пейзажистом, який навчив його малювати. Хоча його ранні картини були підписані "Сідні Вільямс", він використовував ім'я "Персі" з 20 років, щоб відрізнятись від інших художників у своїй родині. Починаючи з 1842 року, він виставлявся у Королівській академії (65 робіт), Британському інституті (48 робіт) та галереї Суффолк-стріт Товариства британських художників (67 робіт). Він також виставлявся у багатьох менш відомих вікторіанських мистецьких закладах.
Його перші роки були проведені в кварталі художників в Тоттенхем-Корті або поблизу нього, а потім переїхали близько 1846 року з родиною до Барнса на околиці Лондона. Тут він жив і працював зі своїм батьком та братами у комунальному приміщенні художника у великому будинку зі студією, яка розташовувалася у 32 віллах Castelnau.
Він переїхав після одруження у 1857 році з віллами Флоренс на Іннер-Парк-роуд в місто Уондсворт, штат Суррей, а потім перевіз свою сім'ю приблизно в 1863 році в Хілл-Хаус у село Грейт-Міссенден, Бакінгемшир .  Будинок був добре розміщений для малювання, розташованій навпроти долини Місборн. У ці роки Персі був надзвичайно популярним, що принесло йому достатній дохід, щоб задовольнити екстравагантні смаки своєї дружини, до яких належали карета та кілька слуг.
1865 року Персі зі своїм другом та сусідом акварельним художником Вільямом Каллоу (1812–1908) поїхав до Венеції, повернувся до Швейцарії та Парижу . 
Останні роки він провів на вулиці Малгрейв-Роуд, 34 у місті Саттон, штат Суррей, де його коліно було травмоване, коли його скинуло з коня під час катання. Коли йому довелося ампутувати ногу, 13 квітня 1886 року він передчасно помер у своєму будинку від серцевого нападу через ускладнення в результаті операції. Його поховали на кладовищі Бекенхем у Кенті. 

### Шлюб і діти
Сідні Річард Персі Вільямс одружився з Емілі Шарлоттою Фейрлам (1835–1904), дочкою Річарда Ферлама, 30 червня 1857 р. У них з Емілі було четверо дітей.   
1. Гордон Фейрлам Персі Вільямс (12 квітня 1858, Вендсворт, Суррей — 12 вересня 1870, Вестхемпнет, Західний Сассекс)
2. Едіт Мод Персі Вільямс (14 квітня 1859, Уондсворт,Суррей — 1883, Епсом, Суррей)
3. Емі Дора Персі Вільямс (6 жовтня 1860, Вендсворт,Суррей — 11 червня 1957, Грейндж-енд-Сандс, Камбрія)
4. Герберт Сідні Персі Вільямс (18 лютого 1863, Грейт-Міссенден, Бакінгемшир — 8 жовтня 1932, Хаммерсміт, Лондон)

Дочка Сідні Річарда Персі, Емі Дора Персі, виставляла одну картину в Королівській академії і вийшла заміж за хіміка Річарда Фрешфілда Рейнольдса (1860–1907), але найвідоміша завдяки збірці віршів та кільком романам, які вона написала як місіс Фред Рейнольдс. Її брат  Герберт Сідні Персі(1863–1932) навчався в Королівській академії мистецтв, де виграв дві срібні медалі в живописі, а одну картину виставив в Академії. Він став професійним художником, портрети та мініатюри якого висять у будинках багатьох видатних англійських сімей. Він також писав пейзажі та ілюстрував книги, особливо книги свого близького друга Г.К. Честертона. 

### Сім'я Вільямсів
Сідні Річард Персі народився в сім'ї художника, яку іноді називають школою Барнса. Його батько та п’ятеро братів були відомими художниками-пейзажистами у вікторіанську епоху. Персі був одним із трьох синів Едварда Вільямса, які змінили свої прізвища, щоб захистити особистість свого мистецтва.
- Едвард Вільямс (батько)
- Едвард Чарльз Вільямс
- Генрі Джон Боддінгтон
- Джордж Август Вільямс
- Артур Гілберт
- Альфред Уолтер Вільямс

## Творчість

### Вплив

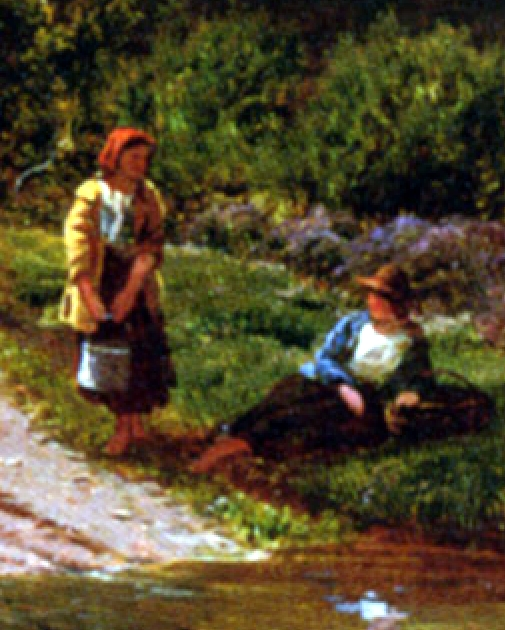
Деталь із "Відпочинку на узбіччі дороги" 1861 р., Де зображені ті самі циганки, що й на одній із фотографій есера Персі

Найбільший успіх Сідні Річард Персі мав, малюючи пейзажі випасу худоби, як правило, на тлі далеких гір і хмарного неба. Переважаючими відтінками його пейзажів є земляні тони та м’яка зелень, підкреслені різноманітністю пастельних відтінків. Деталі його роботи є частиною його привабливості, і "було зазначено, що його гірські породи та камені були достатньо точними, щоб слугувати ілюстрацією до творів сера Родеріка Мерчісона, популярного геолога XIX століття". 
Його мистецькі інтереси не обмежувалися живописом, і він також був фотографом-аматором тоді, коли фотографія була новою та захоплюючою, але все ще недостатньо зрозумілою суспільством. Він часто використовував власні фотографії циган у Барнсі  як основу для подібних фігур на своїх картинах, хоча деякі сучасні критики скаржились, як ці фігури руйнують те, що в іншому випадку було б чудовими пейзажами. Класичний приклад - Зібрання штормів на кадері Ідріс, Північний Уельс, який він експонував у 1856 році в Королівській академії і на якому є такі ж циганки, як і одна із семи його фотографій у музеї Вікторії та Альберта . 
Незважаючи на те, що він, як правило, малював олією, існує ряд маленьких акварелей на картоні, які не підписані, але є його роботою. Сім'я, зокрема його син, художник Герберт Сідні Персі, називали їх "горщиками", що означає, що їх швидко і часто грубо страчували, проте легко і дешево продавали. Багато з цих акварельних "горщиків" були зроблені в полі, а потім привезені назад у студію.

### Картини
Деякі приклади його роботи (упорядковані хронологічно).

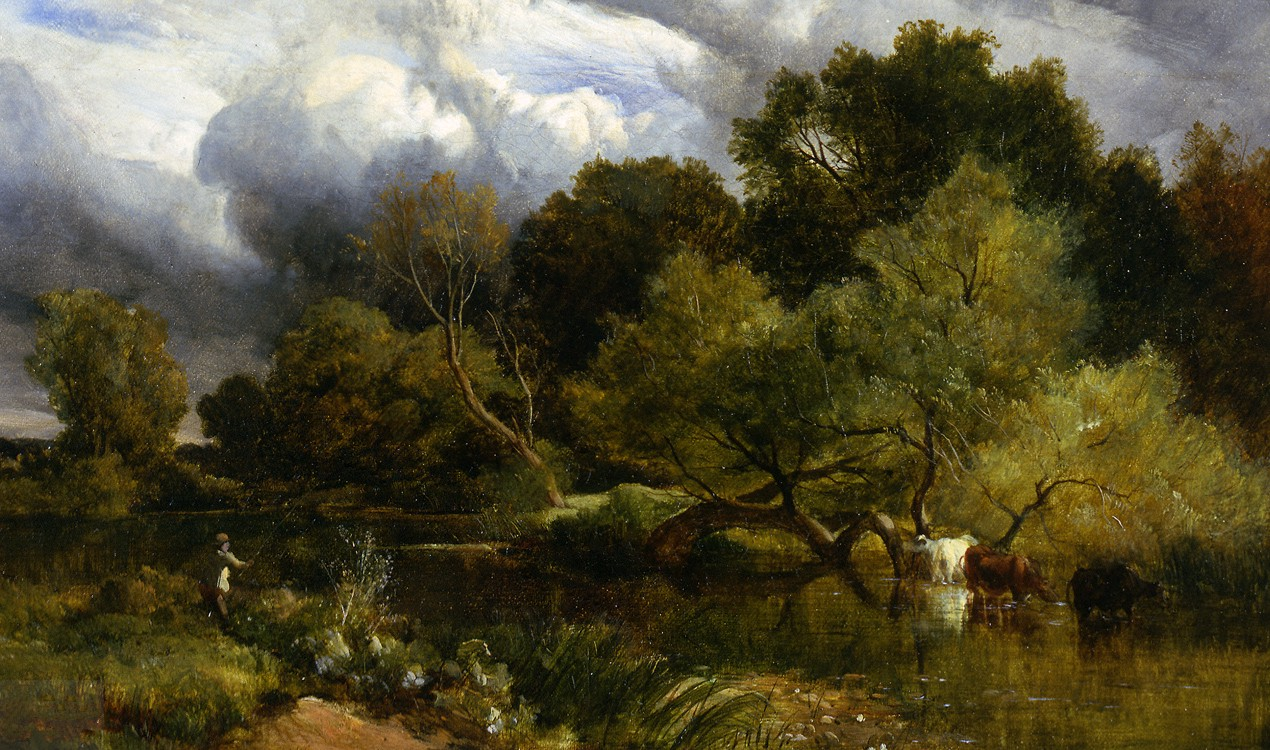
Сідні Річард Персі Куточок рибалки, 1851 рік
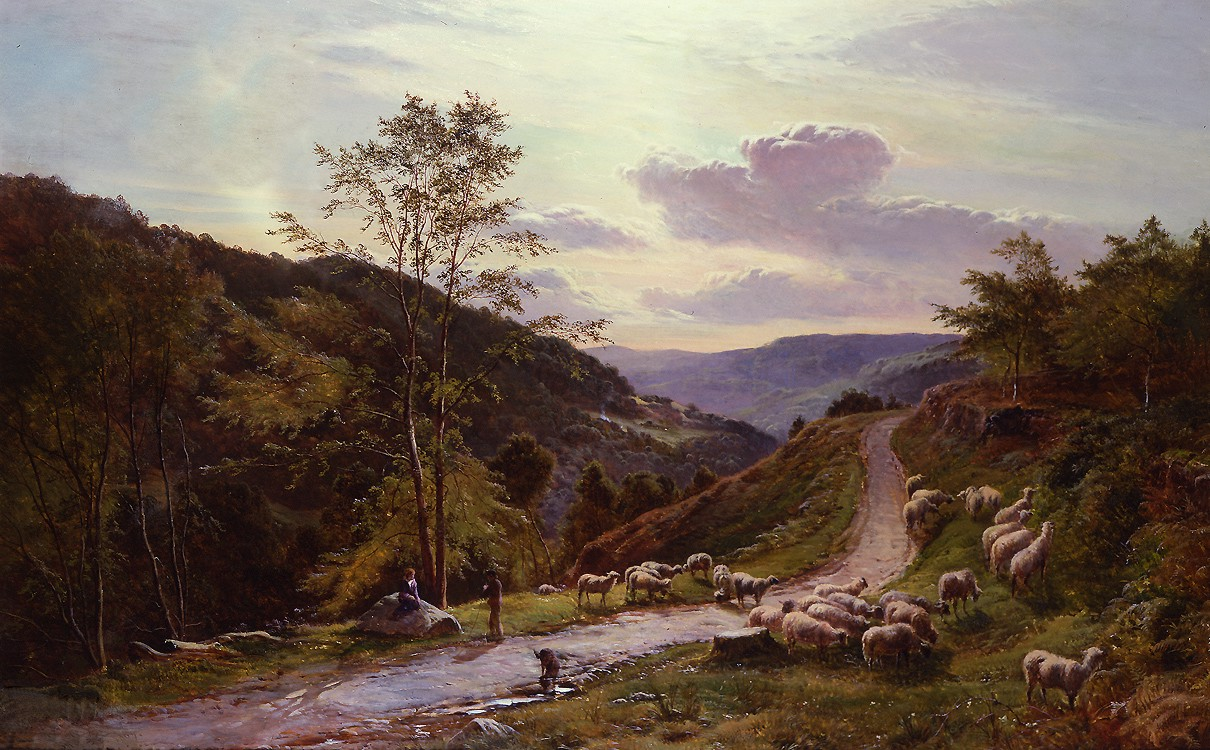
Сідні Річард Персі Біля Бетвіс-і-Коед, 1869 рік
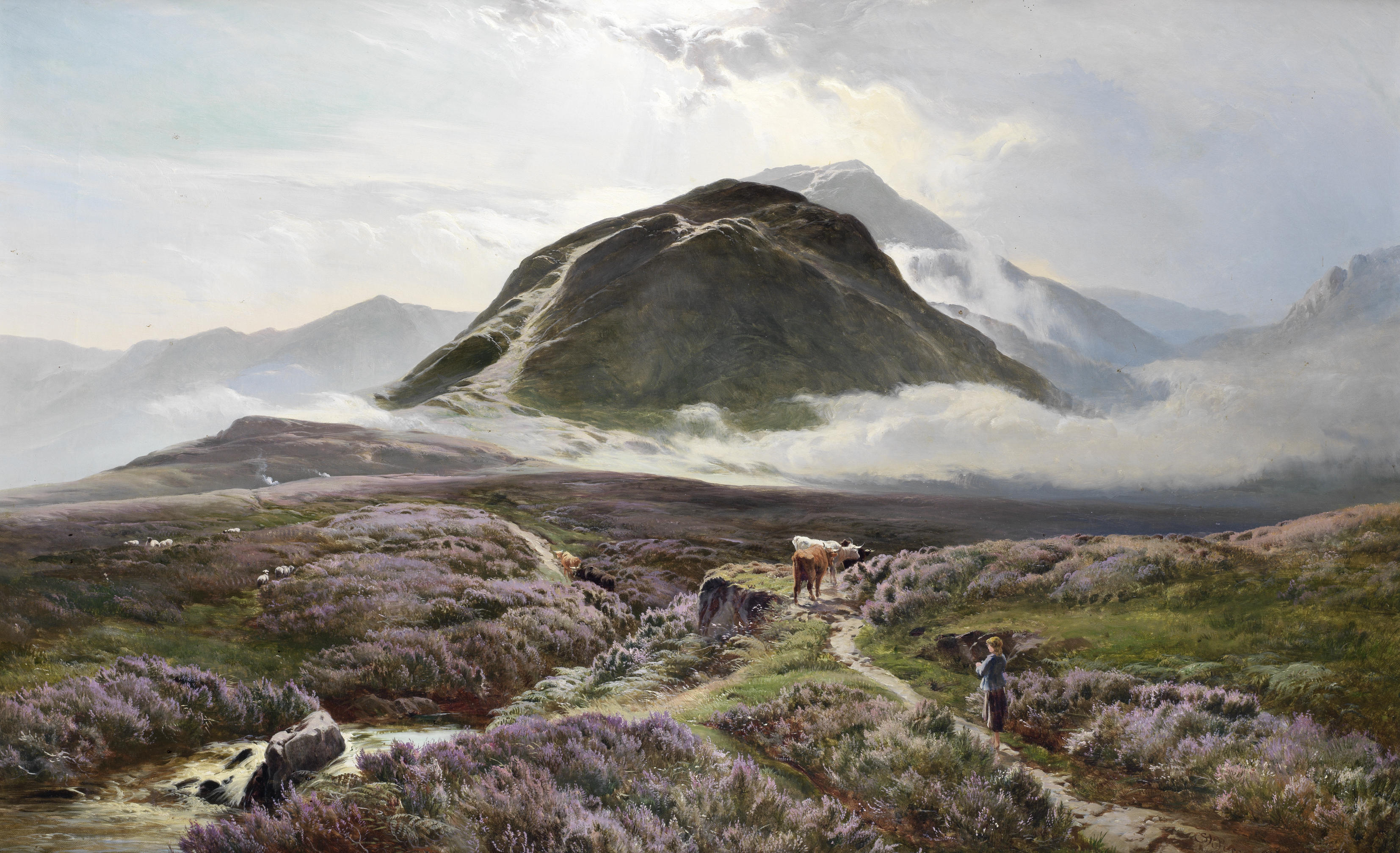
Сідні Річард Персі Карн Дірг та Бен Невіс з Ачинте, 1874 рік
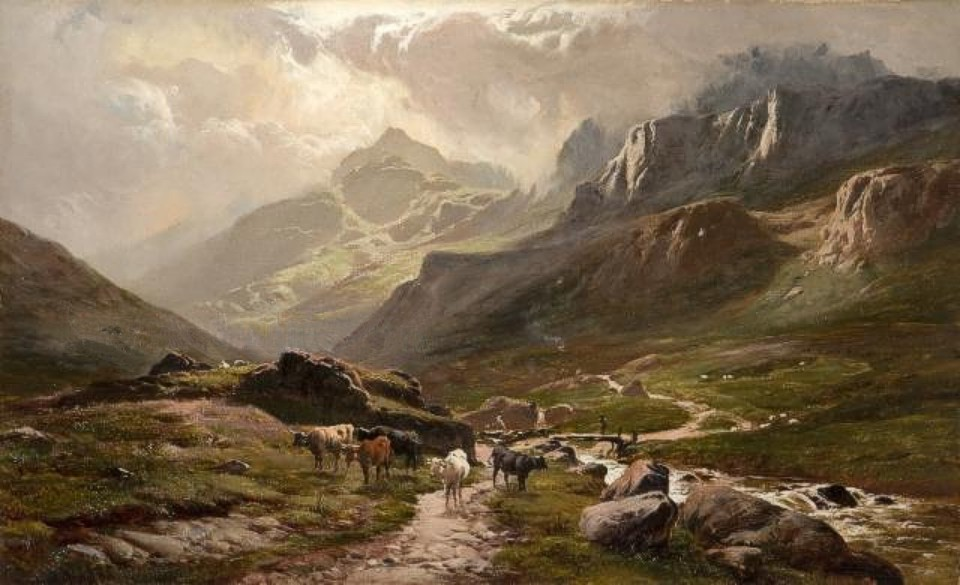
Сідні Річард Персі Гризедейл, Вестморленд, 1883 рік
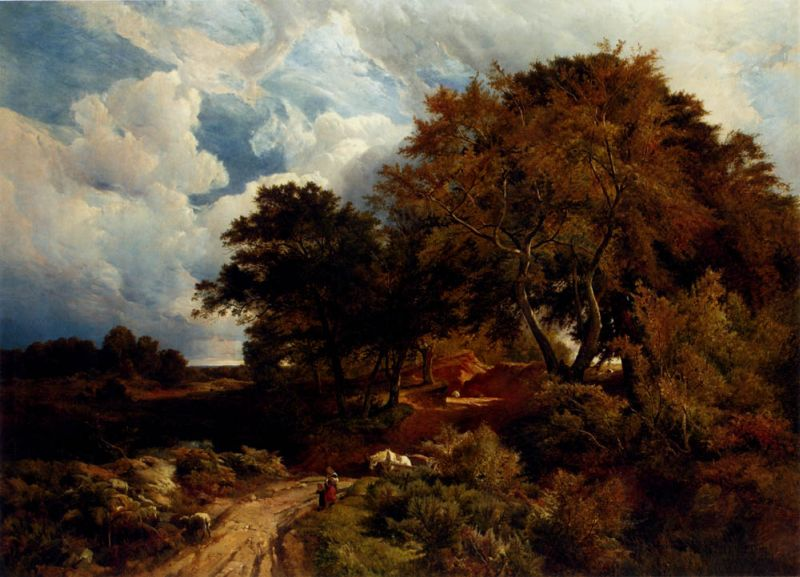
Сідні Річард Персі Дорога через Спільну, 1851 рік
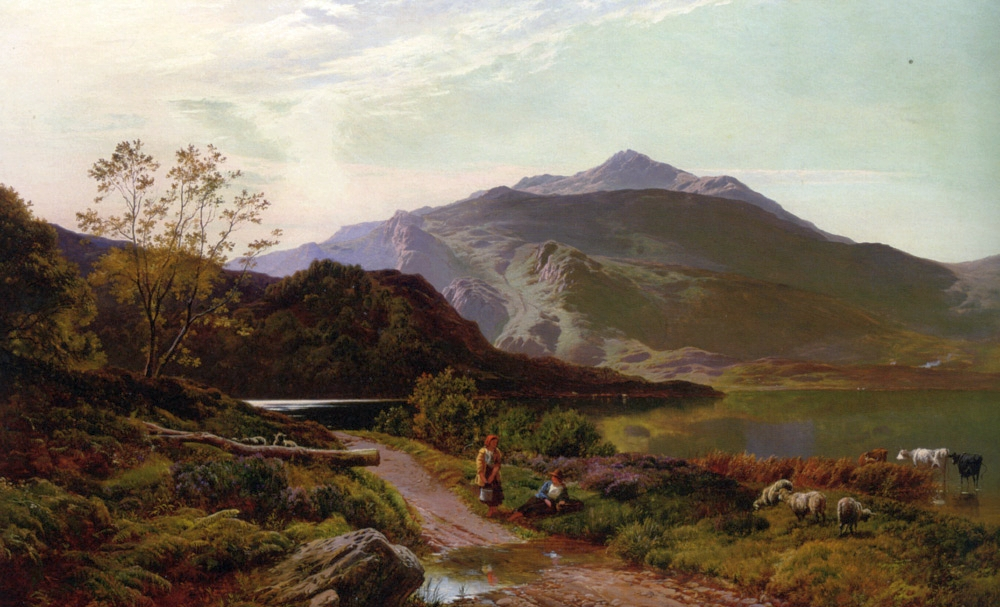
Сідні Річард Персі Відпочинок на узбіччі дороги, 1861 рік
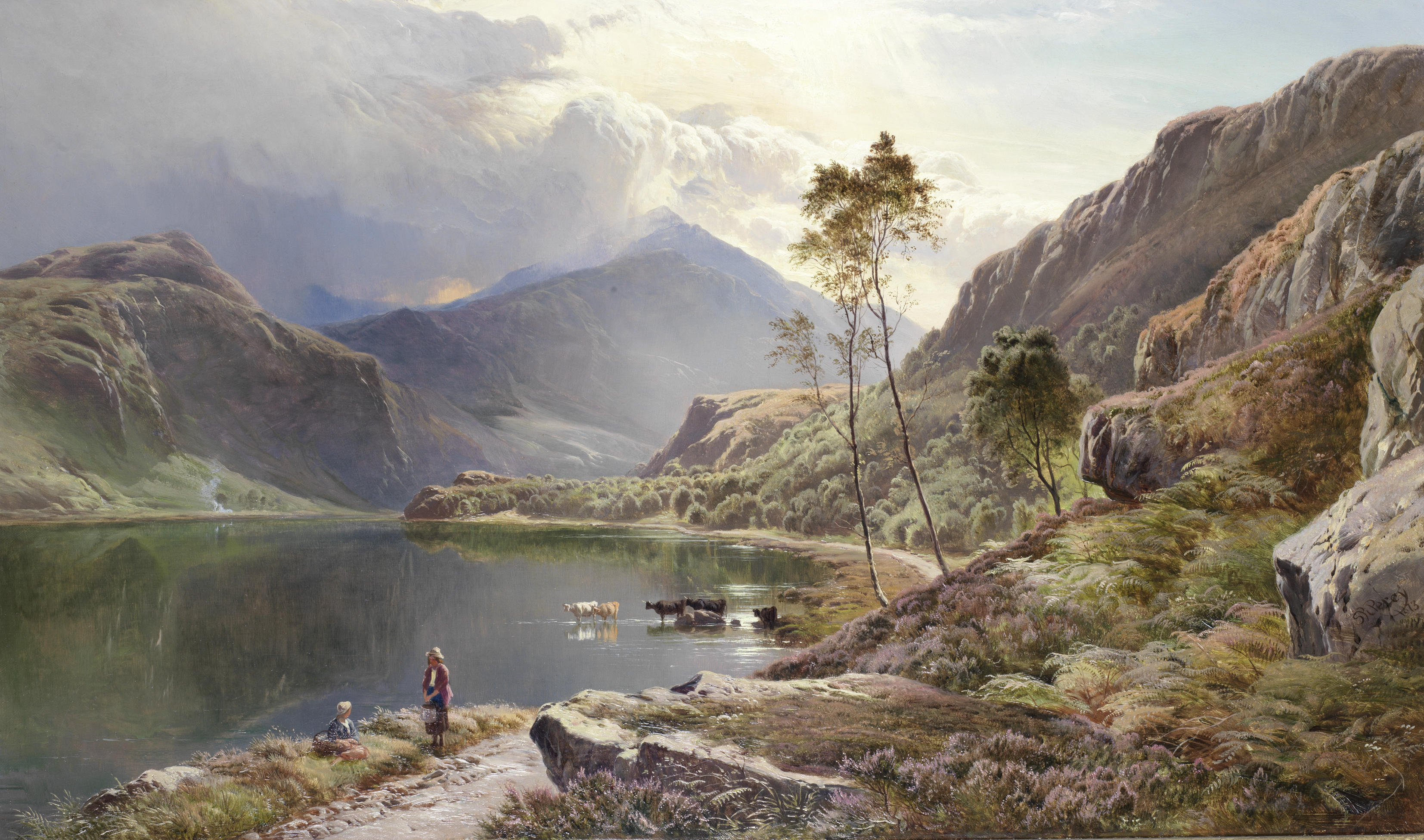
Сідні Річард Персі Llyn-y-Ddinas, Північний Уельс, 1873
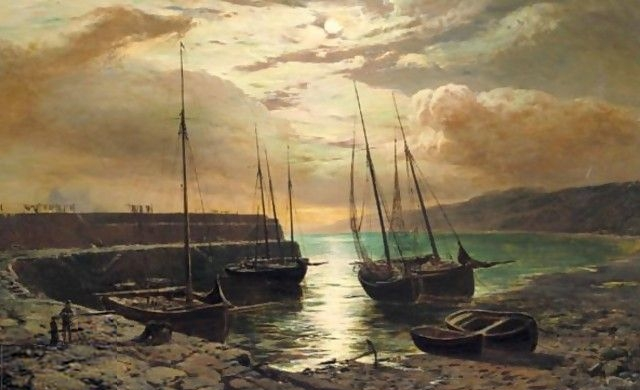
Сідні Річард Персі Лох Скавейг, острів Скай, 1883 рік

### Музеї
- Музей і художня галерея, Солфорд, Англія
- Замковий музей і художня галерея, Ноттінгем, Англія
- Колекція Її Величності Королеви,(будинок Осборна на острові Уайт), Англія